# Мультимедиа Холдинг
ЗАО «Мультимедиа Холдинг» — российский радиовещательный холдинг. Включает в себя радиостанции Наше радио, Rock FM, Радио Jazz, а также интернет-станцию Радио Ultra, российское информационное агентство «Национальная Служба Новостей» (НСН), агентство «Ультра Продакшн», собственную студию звукозаписи Vintage Records Studio, завод по производству виниловых пластинок «Ультра Продакшн».

## История холдинга
«Мультимедиа Холдинг» образован в 2010 году и считается одной из крупнейших по количеству вещающих радиостанций частных компаний России.
С 2007 года «Наше радио», входящее в состав радиокорпорации ММХ, является организатором Национальной музыкальной премии «Чартова Дюжина». Также уже 20 лет радиостанция проводит крупнейший в Восточной Европе фестиваль «НАШЕСТВИЕ», который в 2017 году посетили более 200 000 зрителей.
На сайте информационного агентства НСН публикуются самые последние новости, эксклюзивные комментарии и репортажи с места событий. Кроме этого, агентство НСН каждый час готовит информационные выпуски для радиостанций, входящих в холдинг.
В июне 2011 года генеральным директором стал Михаил Нелюбин, его предшественник Михаил Зотов покинул пост в июне 2010 года. Осенью 2011 года холдинг вышел на безубыточность, в дальнейшем он стал прибыльным, в то же время ежемесячные расходы составляли 1 млн долл.
В 2012 году ММХ возродил в России производство виниловых пластинок. В рамках проекта компанией «Ультра Продакшн» был создан завод по производству виниловых пластинок и звукозаписывающая студия и Vintage Recording Studio.
В январе 2013 года гендиректором стал Олег Смирнов, до этого занимавший аналогичный пост в медиагруппе «ЖV!». Смена команды произошла вскоре после прихода осенью 2012 года нового президента холдинга Александра Школьника. Также был упразднён пост генерального продюсера, функции которого теперь выполняли программные директора радиостанций. На позицию вице-президента по информационной политике ММХ был приглашен Сергей Горбачев, который воссоздал на основе бренда НСН, принадлежащего холдингу, федеральное информационное агентство «Национальная Служба Новостей». С 2016 года НСН входит в пятерку самых цитируемых федеральных информагентств России.
С 2013 года в составе холдинга образовано агентство «Ультра Продакшн», взявшее на себя организацию мероприятий ММХ (фестивали «НАШЕСТВИЕ», «Воздух», премии «Чартова Дюжина», «Все Цвета Джаза»), а также проведение сольных концертов форматных артистов.
В июле 2014 года у НКО «Вера, надежда, любовь» было приобретено Радио Jazz.
За продажу рекламы на радиостанциях холдинга отвечает собственный sales house — Рекламное агентство «Джем».
В конце декабря 2015 года был запущен музыкальный телеканал НАШЕ ТВ. В 2020 году учредитель телеканала ЗАО «Мультимедиа Холдинг» сообщил, что с 15 апреля телеканал приостанавливает своё вещание, а в 2021 году НАШЕ ТВ полностью прекратил своё существование.
В июле 2018 года холдинг продал радиостанцию Best FM предпринимателю и музыканту Эмину Агаларову, который переформатировал её в «Жара FM». Ранее из-за неудовлетворительных финансовых показателей СМИ сообщали о планах на переформатирования данного СМИ в разговорное радио под эгидой НСН.

## Активы холдинга
В состав «Мультимедиа Холдинга» входят:
- «Наше радио»;
- «Rock FM»;
- «Радио Jazz»;
- «Радио Ultra» (работает в режиме интернет-вещания);
- Информационное агентство «Национальная служба новостей»;
- агентство «Ультра Продакшн»;
- рекламное агентство «Джем»;
- собственная студия звукозаписи Vintage Records Studio;
- завод по производству виниловых пластинок «Ультра Продакшн».

### Прежние проекты
- RU.FM
- Best FM
- Музыкальный телеканал «Наше ТВ»

### Внеэфирные проекты холдинга
- Фестиваль «Нашествие»;
- Национальная музыкальная премия «Чартова Дюжина»;
- Премия «Все цвета джаза».

## Собственники и руководство
- Владелец компании, председатель Совета директоров — Виталий Анатольевич Богданов.
- Генеральный директор ЗАО «Мультимедиа Холдинг» — Евгения Владимировна Киселёва.
- Член Совета директоров, вице-президент по информационной политике ММХ — Сергей Вячеславович Горбачёв.

## Аудитория
Совокупная еженедельная аудитория станций «Мультимедиа Холдинга» в Москве составляет 3 млн слушателей; в России, в нескольких десятках регионов «НАШЕ радио» слушает более 10 млн человек. Количество слушателей новостных блоков НСН в России составляет 14 млн ежемесячно.
Mediascope, Radio-Index, Москва (декабрь 2018 — февраль 2019), Россия (июль — декабрь 2018)